# 桂林府

桂林府在广西省的位置（1820年）

桂林府，中国明朝时设置的府。明清时为广西省省会。1913年废。
洪武元年（1368年），改静江路为静江府，五年改名桂林府，治所在临桂县（今广西壮族自治区桂林市）。属广西布政司。領二州，七縣。辖境相当今广西壮族自治区桂林、资源、龙胜、全州、兴安、灵川、灌阳、永福、阳朔等市县。
清朝时的桂林府，衝，繁，難。隸桂平梧鬱道。巡撫，布政、提學、提法，勸業、巡警道駐。順治初，因明舊為省治。乾隆六年（1741年），析義寧縣地置龍勝廳。光緒三十二年（1906年），桂平梧鬱兼管鹽法道，徙駐梧州。提督徙駐南寧。同年，析永寧州、永福縣、融縣、柳城縣、雒容縣四縣地置中渡廳。領二廳，二州，七縣：龍勝廳、中渡廳、永寧州、全州、臨桂縣、永福縣、灌陽縣、陽朔縣、義寧縣、興安縣、靈川縣。

## 延伸阅读
[在维基数据编辑]
 《欽定古今圖書集成·方輿彙編·職方典·桂林府部》，出自陈梦雷《古今圖書集成》